# バズビーズチェア

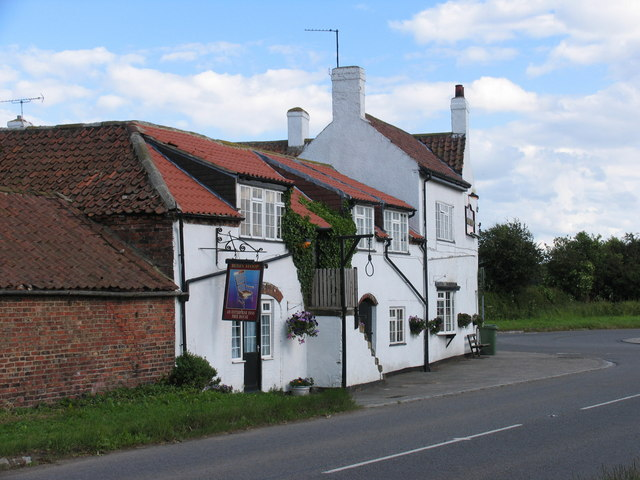
以前この椅子が使われていたバスビー・ストゥープ・パブ

バズビーズ・チェア（Busby's chair）は、イギリスのノース・ヨークシャー州で絞首刑に処された、殺人者トーマス・バズビーの亡霊に取り付かれ呪われていると伝えられる、オーク材の椅子。「ザ・バズビー・ストゥープ・チェア」、「デッドマンズ・チェア」とも呼ばれている。現在はサースク博物館の「The Cottage Kitchen（コテージのキッチン）」に展示されている。日本ではオカルト情報誌「ムー」103号（1989年6月号）や、1998年1月17日放送フジテレビ系列の「奇跡体験!アンビリバボー」で紹介された。

## 犯罪と呪い
バズビーは、1702年に義理の父であるダニエル・オーティ（Daniel Auty）を殺害した罪により逮捕され、死刑が宣告された。伝えられるところによれば、それ以来この椅子に腰掛けた63人が、ほどなく死亡するという事態が相次ぎ、巷ではバズビーの亡霊に取りつかれると噂されるようになった。

## 伝説
バズビーはニセ金作りの大酒飲みだったといわれている。村の美女であり富豪の娘のエリザベス・オーティと結婚したが、彼女の父親であるダニエルは結婚に反対していた。ある日バズビーが自宅に戻ると、義父のダニエルがバズビーのお気に入りの椅子に座っているのを見つけた。ダニエルは娘を家に連れ帰るためにここにいると告げたが、バズビーはこれを拒否し、その夜ベッドで義父を絞め殺した(義父の資産を狙ったバズビーが殴り殺したという説もある)。
エリザベスと共に暮らした宿のわきのサンドハットン十字路でバズビーは縛り首にされた。宿はその後バズビー・ストゥープ・インと言う名のパブになり、「有名な死刑囚の椅子」があるとして有名になった。処刑される直前に「自分の椅子に座る奴に呪いをかけてやる」という呪詛の言葉を残したと言う。その際、ふざけ半分でこの椅子に座った人々が、次々に死亡したと言い伝えられている。その後バズビー・ストゥープ・インは2012年に閉鎖された。

## 死者
この椅子に座って亡くなったと伝わる人のうち、2人のイギリス空軍飛行士を含む数人の死亡が、ウィークリー・ワールド・ニュース誌によって報道されている。
ウィークリー・ワールド・ニュース誌は、1989年には「今までに61人の死者を出した」と報じた。
この新聞は度々この椅子に関する記事を掲載しており、1990年、1992年、1995年にもそれぞれ新たな犠牲者が出たと報じている。その際の見出しはすべて「Baffling 'chair of death' kills again」と統一されている。1997年になぜか犠牲者が67人に増えるが、2000年の記事では65人に戻っている。
- 1990年、62人目の犠牲者は記者ジョナサン・シムス（Jonathan Sims）。2時間後に滑ってバスタブにぶつかる。
- 1992年、63人目の犠牲者は家具修理工カーロ・パニーニ（Carlo Pagnani）。1時間後に自動車事故。
- 1995年、64人目の犠牲者は簿記アン・コネレター（Ann Conelatter）。30分もしないうちにエレベーターから落ちる。
- 2000年、65人目の犠牲者はアメリカ人留学生メリッサ・ドロニー（Melissa Dolony）。経過時間の記載はないが、野犬に襲われた。

最終的に椅子は座られることを避けるためにサースク博物館の天井から吊り下げられた。

## 余談
- 現在は博物館の「コテージのキッチン」コーナーに吊るされているが、かつてこの展示室の名は「The Victorian Kitchen（ヴィクトリア朝のキッチン）」であった。ヴィクトリア朝は1837年から1901年までを指すことから、1702年に死んだバズビーが本当に座っていたのかは不明である。ヴィクトリア&アルバート博物館の研究員によると、椅子が作られたのは19世紀後半～20世紀初頭である可能性は高い[8]とされている。現在は前述のとおり展示室の名前が変更されているため、展示物と時代の矛盾は解消されている。
- ウィークリー・ワールド・ニュースが1989年の記事で61人という具体的な数字をどうやって知り得たのかは謎である。そもそもウィークリー・ワールド・ニュースの記事はサンチアゴ航空513便事件に知られるようにデタラメである可能性が高い。ただし、513便はデタラメだったが、椅子そのものは実在し観光名物となっている。
- ウィークリー・ワールド・ニュース[3]では寄贈は1972年と書かれているが、博物館の公式ホームページには1978年と書かれている。